# Котовка (Волчанский район)
Котовка (укр. Котівка) — село в Волчанском районе Харьковской области Украины. Является административным центром Котовского сельсовета, в который, кроме того, входит село Бережное.

## Население
Население по переписи 2001 года составляло 258 человек (112 мужчин и 146 женщин).

## Географическое положение
Село Котовка находится в начале балки Беседовка, на расстоянии в 3 км расположены сёла Шевченково, Бережное, Погорелое, Гарбузовка и Петропавловка.

## История
По данным сайта Верховной Рады Украины, село Котовка было основано в 1765 году.

## Экономика
В селе есть молочно-товарная ферма.

## Объекты социальной сферы
- Школа І-ІІ ст.
- Котовский фельдшерский пункт.

## Достопримечательности
- Братская могила советских воинов. Похоронено 64 чел.